# Mulay 'Abd al-Rahman
Mulay Abū l-Faḍl ʿAbd al-Raḥmān ben Hishām (in arabo أبو الفضل عبد الرحمن بن هشام‎?; Fès, 19 febbraio 1778 – Meknès, 28 agosto 1859) è stato un sultano marocchino.

## Biografia
Membro della dinastia alawide, regnò dal 1822 fino alla sua morte, avvenuta nel 1859. Era figlio di Moulay Hisham.
Salì al trono dopo la morte dello zio Mulay Sulayman, il suo regno fu caratterizzato da periodi di pace alternati a periodi di conflitti, in particolar modo con la Francia.
Dovette reprimere diverse rivolte interne, ma era un buon amministratore, firmò numerosi accordi commerciali con molti Stati europei e riuscì a preservare l'indipendenza del suo paese.
La tradizionale politica del Marocco atta a incoraggiare la pirateria per aumentare le entrate del regno portò a una forte reazione europea. Gli inglesi attuarono un blocco ai danni di Tangeri, mentre gli austriaci bombardarono Assilah, Larache e Tétouan.
Sostenne Abd el-Kader, il capo della resistenza algerina contro i francesi. Ciò portò a una guerra tra Francia e Marocco che portò alla sconfitta dell'esercito del sultano nella battaglia di Isly il 14 agosto 1844 e alla firma del Trattato di Tangeri, in cui il sultano riconobbe l'autorità francese sull'Algeria.